# Osiander-Zeichen
Das sogenannte Osiander-Zeichen oder Osiander'sches Arterienzeichen wurde nach dem deutschen Gynäkologen Johann Friedrich Osiander (1787–1855) bezeichnet. Es beschreibt eine deutlich fühlbare Pulsation am Zervixrand im ersten und zweiten Schwangerschaftsmonat. Es gehört somit zu den Schwangerschaftszeichen.

## Weblink
- „Und der Blinddarm bewegt sich!“ Diagnose der Schwangerschaft und Schwangerschaftsvorsorge (PDF; 4,64 MB)